# Cratere Abra
Abra  è un cratere sulla superficie di Venere.